# Semantyka (logika)
Semantyka (semantyka logiczna) – obok syntaktyki i pragmatyki jeden z trzech działów semiotyki logicznej (taki podział semiotyki wprowadził Charles W. Morris),  zajmujący się funkcjami semantycznymi, tj. relacjami między znakami (w tym zwłaszcza wyrażeniami) a rzeczywistością, do której znaki te się odnoszą. Tak rozumianą semantykę należy odróżnić od semantyki językoznawczej jako nauki o znaczeniu wyrazów (sam termin „semantyka” upowszechnił zresztą językoznawca, Michel Bréal) i semantyki ogólnej, nurtu filozofii języka; terminem „semantyka” określa się też niekiedy semiotykę logiczną jako całość.
Do funkcji semantycznych należą np. konotowanie, oznaczanie i denotowanie, do podstawowych terminów semantycznych znaczenie i prawda. Choć sam termin „semantyka” Bréal rozpowszechnił dopiero pod koniec XIX wieku, badania semantyczne podejmowano już w starożytności na gruncie gramatyki, retoryki, logiki i filozofii. W logice Arystotelesa obecne są zwłaszcza w pismach De interpretatione oraz w Analitykach wtórych. W logice średniowiecznej wykształcił się dział zwany proprietates terminorum, badający takie własności terminów, jak supozycja, significatio, copulatio czy appellatio. W filozofii nowożytnej zagadnienia semantyczne uprawiane były przeważnie w związku z teoriopoznawczymi, np. w rozdz. III Rozważań dotyczących rozumu ludzkiego Locke'a.
W logice współczesnej semantyka stanowi samodzielną dyscyplinę, której rozwój wiązał się z rozwojem filozofii analitycznej i filozoficznej metody analitycznej; należy także wspomnieć o wpływie Badań logicznych Husserla. Można tu wyróżnić dwa główne kierunki: semantykę empiryczną (opisową), koncentrującą się na językach naturalnych, oraz semantykę teoretyczną, koncentrującą się na językach formalnych. Semantyka opisowa obecna jest zwłaszcza w pracach Milla, Moore'a i w tzw. filozofii oksfordzkiej. Semantyka teoretyczna bliska jest teorii modeli, bada języki sztuczne, niekiedy skonstruowane specjalnie dla celów analizy, stosując przy tym formalne metody dedukcyjne. Do jej głównych reprezentantów należą Alfred Tarski, Rudolf Carnap, Alonzo Church, Kurt Gödel.